# C.J. Massinburg
Christian Jalon Massinburg, detto C.J. (Dallas, 14 aprile 1997), è un cestista statunitense, che gioca come guardia nella Pallacanestro Brescia.

## Statistiche

### College
| Anno      | Squadra       | PG  | PT | MP   | TC%  | 3P%  | TL%  | RP  | AP  | PRP | SP  | PP   |
| --------- | ------------- | --- | -- | ---- | ---- | ---- | ---- | --- | --- | --- | --- | ---- |
| 2015-2016 | Buffalo Bulls | 35  | 7  | 25,3 | 44,7 | 38,9 | 75,2 | 4,1 | 1,7 | 1,1 | 0,4 | 11,3 |
| 2016-2017 | Buffalo Bulls | 24  | 18 | 32,4 | 41,1 | 33,1 | 75,0 | 5,6 | 2,8 | 0,6 | 0,1 | 14,5 |
| 2017-2018 | Buffalo Bulls | 36  | 35 | 34,0 | 46,8 | 40,5 | 74,3 | 7,3 | 2,4 | 1,1 | 0,4 | 17,0 |
| 2018-2019 | Buffalo Bulls | 35  | 34 | 32,1 | 46,4 | 39,9 | 78,0 | 6,5 | 3,0 | 1,2 | 0,3 | 18,2 |
| Carriera  | Carriera      | 130 | 94 | 30,8 | 45,2 | 38,6 | 75,7 | 5,9 | 2,4 | 1,1 | 0,3 | 15,3 |

### Carriera Professionistica
| Anno      | Squadra          | PG  | PT | MP   | TC%  | 3P%  | TL%  | RP  | AP  | PRP | SP   | PP   |
| --------- | ---------------- | --- | -- | ---- | ---- | ---- | ---- | --- | --- | --- | ---- | ---- |
| 2019-2020 | Long Island Nets | 24  |    | 19,1 | 45,1 | 31,6 | 50,0 | 4,6 | 2,5 | 0,6 | 0,3  | 7,3  |
| 2020-2021 | Long Island Nets | 14  |    | 22,4 | 47,5 | 46,7 | 96,4 | 4,8 | 2,3 | 0,4 | 0,2  | 10,9 |
| 2021-2022 | Limoges CSP      | 32  |    | 26,7 | 47,7 | 38,0 | 81,7 | 4,3 | 3,5 | 1,2 | 0,2  | 14,4 |
| 2022-2023 | Brescia          | 25  |    | 17,7 | 39,2 | 36,3 | 77,8 | 2,4 | 1,8 | 0,8 | 0,0  | 8,8  |
| 2023-2024 | Brescia          | 29  |    | 21,8 | 51,5 | 44,6 | 79,6 | 3,6 | 2,0 | 0,8 | 0,0  | 12,7 |
| Carriera  | Carriera         | 124 |    | 21,5 | 46,2 | 33,4 | 77,1 | 3,9 | 3,0 | 0,8 | 0,14 | 10,8 |

## Palmarès
- Coppa Italia: 1

Brescia: 2023